# Gevaarlijk zwembad
Gevaarlijk zwembad is een  stripverhaal uit de reeks van Jerom.

## Locaties
Dit verhaal speelt zich af op de volgende locaties:
- villa van Amerikaans regisseur, kasteel van Morotari, huis van bendeleden

## Personages
In dit verhaal spelen de volgende personages mee:
- Jerom, tante Sidonia, Odilon, medewerker telefoondienst, Mike Wellens (Amerikaanse regisseur) en zijn vrouw Jennifer, bodyguards, bendeleden

## Het verhaal
Jerom rijdt op zijn motor en ziet hoe een medewerker van het telefoonbedrijf in moeilijkheden komt in de telefoonpaal. Hij helpt de man en ze horen dan een gesprek over de ontvoering van Jennifer Wellens, de vrouw van een Amerikaanse filmregisseur. Jerom besluit te helpen en hoort in de dichtstbijzijnde politiepost het adres van de Amerikaan. Jerom gaat naar het huis van de regisseur en deze vertelt dat zijn twee bodyguards de ontvoering wel zullen voorkomen. Enkele dagen later komt de medewerker van de telefoondienst naar Morotari en vertelt Jerom dat hij opnieuw een gesprek over de ontvoering heeft gehoord. Hij moet de telefoon repareren en Jerom besluit met hem mee te gaan. De medewerker van de telefoondienst wordt in het huis neergeslagen en hij vertelt dat Jerom buiten is. Eén van de bendeleden kent Jerom nog van vroeger en de bendeleden bedenken een plan. Jerom ziet een auto wegrijden en achtervolgt deze met zijn motor. De auto rijdt het water in en Jerom rijdt achter de auto aan om de inzittenden te helpen. Hij ontdekt dat de auto door telegeleiding reed, er zit niemand in de auto. De motor van Jerom gaat stuk en als hij terugkomt in het huis zijn alle bendeleden verdwenen.
Jerom ontdekt de medewerker van de telefoondienst in de diepvries en als hij ontdooit is, vertelt hij dat de bendeleden al naar de villa van Wellens zijn. Ze stappen in een auto die nog in de garage staat, maar deze ontploft. De medewerker van de telefoondienst is bewusteloos en Jerom besluit hem achter te laten, omdat hij alleen maar last veroorzaakt. Jennifer zwemt in het zwembad, maar opeens horen de bodyguards een kreet. Het water is verdwenen en de bodyguards ontdekken een onderaardse gang. Jerom komt bij de villa en ziet de schurken wegrijden, hij belt Odilon en die gaat met tante Sidonia op weg naar de motor van Jerom. Ze krijgen de motor weer aan de praat en Odilon rijdt naar de villa en vindt Jerom. Ze rijden achter de vrachtwagen aan, maar de schurken kunnen de achtervolgers afschudden en vliegen met een helikopter verder. Jerom en Odilon vliegen met de motor verder en het lukt Jerom om de kidnappers te overmeesteren. De schurken worden aan de politie overgedragen en Jennifer wordt naar huis gebracht. Mike is erg dankbaar en wil Jerom belonen. Jerom wil graag zwemmen en springt in het bad, maar hij landt hard op de bodem. Het zwembad blijkt nog niet gerepareerd te zijn.